# 아파치 주키퍼
아파치 주키퍼(Apache ZooKeeper)는 아파치 소프트웨어 재단 프로젝트 중의 한 소프트웨어 프로젝트로서 공개 분산형 구성 서비스, 동기 서비스 및 대용량 분산 시스템을 위한 네이밍 레지스트리를 제공한다. 주키퍼는 하둡의 한 하위 프로젝트이었으나 지금은 독립적인 상위 프로젝트이다.
주키퍼의 아키텍처는 중복 서비스를 이용한 고가용성을 제공한다. 클라이언트는 주키퍼 마스터가 응답을 하지 않으면 다른 주키퍼 마스터에게 요청을 한다. 주키퍼 노드들은 파일 시스템이나 trie 데이터구조와 비슷한 구조의 네임 스페이스안에 데이터들을 저장한다. 클라이언트들은 이 노드들에게서 읽거나 쓴다.

## 아키텍처
주피커 아키텍처와 관련한 용어 중 일부는 다음과 같다:
- 노드(Node): 클러스터에 설치된 시스템
- 지노드(ZNode): 클러스터 내 다른 노드들에 의해 상태가 업데이트된 노드
- 클라이언트 애플리케이션들: 분산 애플리케이션들과 통신하는 도구들
- 서버 애플리케이션들: 공통 인터페이스를 사용하여 클라이언트 애플리케이션들이 통신할 수 있게 허용

## 이용 사례
주키퍼는 렉스페이스, 야후, 이베이 등과 같은 회사에서 사용되고 있다.

### 주키퍼를 사용하는 아파치 프로젝트
- 아파치 하둡
- 아파치 HBase
- 아파치 하이브
- 아파치 카프카
- 아파치 스파크
- 아파치 나이파이
- 아파치 드루이드

## 전형적인 사용 예
- 디렉토리 서비스
- 구성 관리
- 동기화
- 리더 선정
- 메시지 큐
- 알림 시스템

## 같이 보기
- 하둡